# Відьма з Блер: Курсова з того світу
«Відьма з Блер: Курсова з того світу» (англ. The Blair Witch Project) — малобюджетний фільм жахів 1999 року, знятий представниками незалежного американського кіно. Історія оповідає про трьох студентів кінофакультету коледжу, які заблукали й безслідно зникли в лісах штату Меріленд, знімаючи свій курсовий проєкт про місцеву легенду — відьму з Блер.
Фільм знятий аматорськими камерами у вигляді документальної стрічки, складеної з матеріалів, знятих зниклими студентами. У фільмі, початковий бюджет якого склав від 20 до 22 тисяч доларів, відсутні спецефекти, сцени насильства і музичний супровід.
Прем'єрний показ відбувся на початку 1999 року на фестивалі незалежного кіно «Санденс», після чого кінокомпанія Artisan Entertainment, яка пізніше виступила дистриб'ютором, придбала фільм за 1,1 млн доларів.
Випуск відбувся в липні 1999 року. Фільм отримав позитивні відгуки критиків і зібрав 248 мільйонів доларів у світовому прокаті 2004 року.

## Сюжет
Жовтнем 1994 року три студенти, Гезер Донаг'ю, Джошуа Леонард і Майкл Вільямс, приїхавши в місто Беркітсвел (англ. Burkittsville) в штаті Меріленд, почали знімання документальної стрічки про відьму з Блер.
З інтерв'ю з жителями Беркітсвела вони дізнаються основні деталі легенди про відьму з Блер. Після цього герої вирушають до лісу, де за словами місцевих жителів можна знайти одне з місць, де були знайдені жертви відьми, — Гробова скеля.
Залишивши машину на дорозі, учасники знімання незабаром виявляють, що заблукали. Протягом кількох ночей навколо їх наметів були чутні кроки, плач та інші дивні звуки, що доводять учасників до стану паніки. В лісі вони зустрічають дивні символи — купки каміння, фігури з хмизу. Після втрати карти місцевості між студентами починаються конфлікти. В один із днів вони йшли 15 годин в одному напрямку, однак повернулися на те ж місце. Незабаром безслідно зникає Джошуа.
У фіналі фільму вночі, почувши голос Джошуа, Гезер і Майкл з камерами заглиблюються в ліс, де виявляють покинутий будинок. Майкл спускається в підвал, раптом його хтось (або щось) сильно штовхає і його камера падає на підлогу. Потім спускається в підвал Гезер, вона бачить Майкла, що стоїть в кутку (згідно з розповідей місцевих мешканців, маніяк, який діяв під впливом відьми, завжди ставив одну дитину в кут, поки вбивав іншу), й камера Гезер також падає на підлогу.

## Рекламна кампанія
Рекламні ролики, постери та інші рекламні матеріали були зроблені таким чином, щоб підкреслити, що історія, розказана у фільмі, сталася насправді. Було оголошено, що в лісах штату Меріленд виявлена плівка, знята зниклими студентами, з якої і змонтований фільм. На сайті IMDb виконавці головних ролей деякий час були позначені як «зниклі безвісти, імовірно мертві». Актори фільму мають такі ж імена, як і їх персонажі, згодом знімалися в багатьох картинах, хоча творці «Відьми з Блер» запевняли в ході рекламної кампанії про їх загибелі.

## Знімання фільму
Знімання зайняло близько восьми днів. Щоб зробити втому і роздратування акторів природними, з кожним днем знімання їм давали менше їжі. Виконавці головних ролей у фільмі, знаючи, що знімають художній фільм, думали, що легенда про відьму з Блер існує в дійсності. У сценарії описувалися лише основні сюжетні ходи, практично всі діалоги були імпровізовані акторами.
За словами одного з творців фільму, на нього справила враження історія про суд над «салемськими відьмами».

## Бюджет
Дані про бюджет суперечливі зважаючи з самого початку на аматорський статус картини. Початковий варіант обійшовся творцям приблизно в 20-25 тис. доларів. Після того як компанія Artisan Entertainment придбала права на фільм, вона вклала ще понад півмільйона доларів на монтаж, роботу над звуковою доріжкою та виготовлення копій фільму. Також представники компанії попросили зняти кілька додаткових варіантів кінцівки, хоча в підсумку і залишили оригінальну. На думку творців, остаточний бюджет склав від 500 до 750 тис. доларів США.

## Легенда про відьму з Блер
У лютому 1785 року кілька дітей звинувачують Еллі Кедвард в тому, що вона заманила їх у свій будинок, де забирала їх кров. Кедвард звинувачують у чаклунстві і виганяють з села. Позаяк зима стоїть особливо холодна, вважається, що Кедвард померла.
До середини зими наступного року всі обвинувачі Еллі Кедвард і половина дітей села зникають безвісти. Побоюючись прокляття, жителі покидають село.
У 1809 році виходить книга «Культ відьми з Блер». Вважається, що це вигадана історія, яка розповідає про те, як вигнана відьма наклала прокляття на ціле місто. Потім вона відродилася в образі сучасної людини і продовжує свої дії.
У 1824 році на місці села Блер засновується місто Беркітсвіль.
У серпні 1825 року одинадцять свідків стверджують, що бачили бліду жінку, яка потягла десятирічну Ейлін Трикл в струмок Теппі Іст. Тіло дівчинки не знайдено. Через тринадцять днів поверхня струмка виявляється покрита маслянистими в'язками хмизу.
У березні 1886 року пропадає восьмирічна Робін Вівер. Дівчинку згодом знаходять, проте одна з груп, що вирушила на її пошуки, пропадає. Тіла зниклих знайдені через кілька тижнів на Гробової Скелі. Тіла їх зв'язані разом і спотворені.
З листопада 1940 по травень 1941 року семеро дітей викрадені в окрузі міста Беркітсвіль, штат Меріленд.
25 травня 1941 року пустельник на ім'я Растін Пар з'являється в місті і оголошує жителям, що він «закінчив». У підвалі лісового будинку Пара поліція знаходить тіла семи зниклих дітей. Кожен з викрадених був ритуально вбитий. Пар зізнається у скоєному, додаючи, що скоїв вбивства під впливом «привиду старої жінки», що живе в лісі біля його будинку.
Слід зазначити одну важливу деталь — відразу після страти містера Пара в 1941 році його будинок був повністю зруйнований до фундаменту, це особливо наголошується в оповіданні Гезер про містера Пара. Однак студенти в 1994 році загинули саме в цьому будинку, що говорить про якийсь «часовий парадокс». З цим же ефектом пов'язані блукання в лісі по колу.03[джерело?]Машина часу

## Нагороди та номінації
- 1999 — «Нагорода молоді» (Award of the Youth) на Каннському кінофестивалі
- 2000 — премія «Незалежний дух» за найкращий дебютний фільм з бюджетом менше 500 тис. $
- 2000 — номінація на премію «Сатурн» за найкращий фільм жахів
- 2000 — номінація на премію Брема Стокера за найкращий сценарій (Деніел Мірик, Едуардо Санчес)
- 2000 — антипремію «Золота малина» в категорії «найгірша актриса року» (Гезер Донаг'ю), а також номінація на «Золоту малину» в категорії «найгірший фільм року»

## Цікаві факти
- «Відьма з Блер» уважається одним із перших фільмів жахів, знятих у стилі псевдодокументалістики (мок'юментарі), проте насправді першим є фільм «Пекло канібалів» 1980 року.
- Великий план обличчя Гезер Донаг'ю в сцені, де вона записує прощальне послання, і який в кінцевому підсумку потрапив на офіційну афішу фільму, вийшов випадково: Донаг'ю планувала, щоб її обличчя цілком буде присутнє в кадрі, але випадково зробила дуже великий зум. Однак, режисери вирішили, що це додасть фільму реалістичності.

## Сиквели
- Незабаром після виходу була знята псевдодокументальна стрічка «Прокляття відьми з Блер» (англ. Curse of the Blair Witch), що складається з «інтерв'ю» з друзями і родичами зниклих студентів, експертами в області паранормальних явищ, представниками поліції.
- У 2000 році вийшов сиквел фільму Книга тіней: Відьма з Блер 2. У світовому прокаті фільм заробив майже 48 мільйонів доларів при бюджеті в 15 мільйонів доларів. У той же час критиками був прийнятий негативно і в 2001 році номінувався на 5 премії «Золота малина», з яких «виграв» номінацію «Найгірший рімейк або сиквел»[8].
- У 2000 році вийшла американська комедія Відьма з Блер: Фальшивка (англ. The Bogus Witch Project), що складається з кількох коротких сюжетів, кожен з яких по-різному пародіював вихідний фільм.
- У 2008 році продюсер і режисер Андрій Шальопа зняв аматорський фільм жахів Зловити відьму. Фільм розповідає про групу російських студентів, які вирушила в ліси штату Мериленд на місце трагедії 13-річної давності з метою перевірити достовірність подій. Фільм має подібний сюжет і схожу манеру[9][10].
- У 2017 році вийшло продовження оригінальної частини 1999 року під назвою «Відьма з Блер: Нова глава». Фільм розповідає про брата головної героїні, який вирушив на її пошуки разом з друзями, прихопивши з собою камери для зйомок.

## Ігри
- Існують ігри, створені за мотивами фільмів: Blair Witch Volume 1: Rustin Parr (2000), Blair Witch Volume 2: The Legend of Coffin Rock (2000), Blair Witch Volume 3: The Elly Kedward Tale (2000).

## Пародії та відсилання до інших творів
- У 2000 році вийшла еротична пародія під назвою The Bare Wench Project (буквально «Проєкт „Оголена дівчина“», в Росії фільм виданий як «Відьма з Блер: Секс-версія»). З 2001 по 2005 рік до фільму були зняті 4 сиквела[11].
- Фільм «Дуже страшне кіно» пародіює багато епізодів цього фільму.
- У 2002 році була знята півгодинна пародія «The Blair Thumb», де замість акторів використовувалися пальці.
- У 2006 вийшла серія «Безголова відьма в лісі» (10-я серія 2-го сезону) телесеріалу «Кістки», в якій група студентів-кінематографістів вирушила до лісу знімати документальний фільм про легендарну відьму. Одну з ролей також зіграв Джошуа Леонард.